# تل صراص
تل صراص مربوط به سده‌های متاخر دوران‌های تاریخی پس از اسلام است و در شهرستان کهگیلویه، بخش چرام، شهر چرام، ۳۰۰ متری شمال قلعه چرام واقع شده و این اثر در تاریخ ۱۸ شهریور ۱۳۸۷ با شمارهٔ ثبت ۲۳۳۴۳ به‌عنوان یکی از آثار ملی ایران به ثبت رسیده است.